# سالي كيرنز
سالي كيرنز (بالإنجليزية: Sally Cairns)‏ هي ممثلة أمريكية، ولدت في 7 ديسمبر 1919 في Roscoe, Pennsylvania ‏ في الولايات المتحدة، وتوفيت في 9 فبراير 1965 في لوس أنجلوس في الولايات المتحدة بسبب سرطان القولون.

## وصلات خارجية
- سالي كيرنز على موقع IMDb (الإنجليزية)